# Cipriano Elys de la Hoz
Cipriano Elys de la Hoz o Cipriano Elis de la Hoz (Muriedas, Cantàbria, 26 de setembre de 1907 - Xera, Plana d'Utiel, 14 de gener de 1984) fou un ciclista espanyol, que fou professional entre els principis dels anys 30 fins al 1945. Fou el primer ciclista càntabre en disputar el Tour de França. El seu principal èxit fou una victòria d'etapa a la Volta a Catalunya de 1945.

## Palmarès
- 1945
  - Vencedor d'una etapa de la Volta a Catalunya

### Resultats a la Volta a Espanya
- 1936. 12è de la classificació general.
- 1942. 5è de la classificació general.

### Resultats al Tour de França
- 1935. Abandona (1a etapa)